# NGC 7836
NGC 7836 (również PGC 608 lub UGC 65) – galaktyka nieregularna (I), znajdująca się w gwiazdozbiorze Andromedy. Odkrył ją Lewis A. Swift 20 września 1885 roku.